# Old Bugs
Old Bugs (Old Bugs, tradotto anche con i titoli L'Ubriacone e Ex-Barone) è un racconto breve di Howard Phillips Lovecraft pubblicato per la prima volta nel volume In the Shuttered Room and Other Pieces, edito dalla Arkham House nel 1959. Old Bugs fu scritto nel 1919, non come opera destinata alla stampa ma come ironica risposta dell'autore a una lettera ricevuta dall'amico e corrispondente Alfred Galpin. In questa lettera Galpin descriveva umoristicamente a Lovecraft l'effetto provato dopo aver bevuto una bottiglia di porto e una di whiskey.

## Trama
Con l'inizio del Proibizionismo la Sala da Biliardo di Sheehan, a Chicago, è divenuta un sordido ritrovo di bevitori incalliti. Nel locale lavora come sguattero un certo Old Bugs, uomo maturo corroso dai vizi ma capace di mostrare, a lunghi intervalli, la sensibilità tipica delle persone colte. Quando il giovane Alfred Trever, avviato dall'amico Pete Schultz sulla via del bere, arriverà nella bettola d Sheehan, Old Bugs cercherà di convincerlo a non commettere il suo medesimo errore.